# Têtes Raides aux Bouffes du Nord
Têtes Raides aux Bouffes du Nord est le titre du DVD tiré d'une série de concerts des têtes raides aux théâtre des Bouffes-du-Nord en juillet 2002.

## Spectacle
En 2002, les têtes raides se produisent au théâtre des Bouffes-du-Nord, dans le 10e arrondissement de Paris pour une série de concerts tenus du 5 juillet au 3 août. Toutes les dates affichent complet, permettant au groupe de réunir l'équivalent de deux Zénith Paris, à une période de l'année où la vie culturelle parisienne est d'ordinaire relativement calme. Durant cette série de concerts, le groupe invitera plusieurs artistes de passage : Yann Tiersen, Rachid Taha ou Jean Corti. 
Le spectacle s'ouvre sur une partie de pétanque mettant en scène les artistes le temps que le public s'installe, avant d'enchaîner durant 2h30 sur un mélange de « film super 8, musiques acoustiques et électriques, sculpture, danse et chanson ».

## Accueil critique
Pour Le Figaro, le concert a « été une des plus chaleureuses sensations de l'année avant de devenir un DVD roboratif ».

## DVD
Le DVD, sorti le 8 avril 2003, dure 90 minutes environ et réunit les chansons suivantes : 
1. Aaaaaah !
2. Émily
3. Go Away
4. Les cloches
5. Chauffe
6. Saint-Vincent
7. Dam-Dam
8. Les gens
9. L'iditenté
10. Fuckingam Palace
11. Lune à l'autre
12. Boy
13. Les souris
14. Pauvre Martin
15. Gino
16. Je chante
17. Ginette
18. Lesson n°6
19. Urgence
20. Le phare